# Almudena Cid

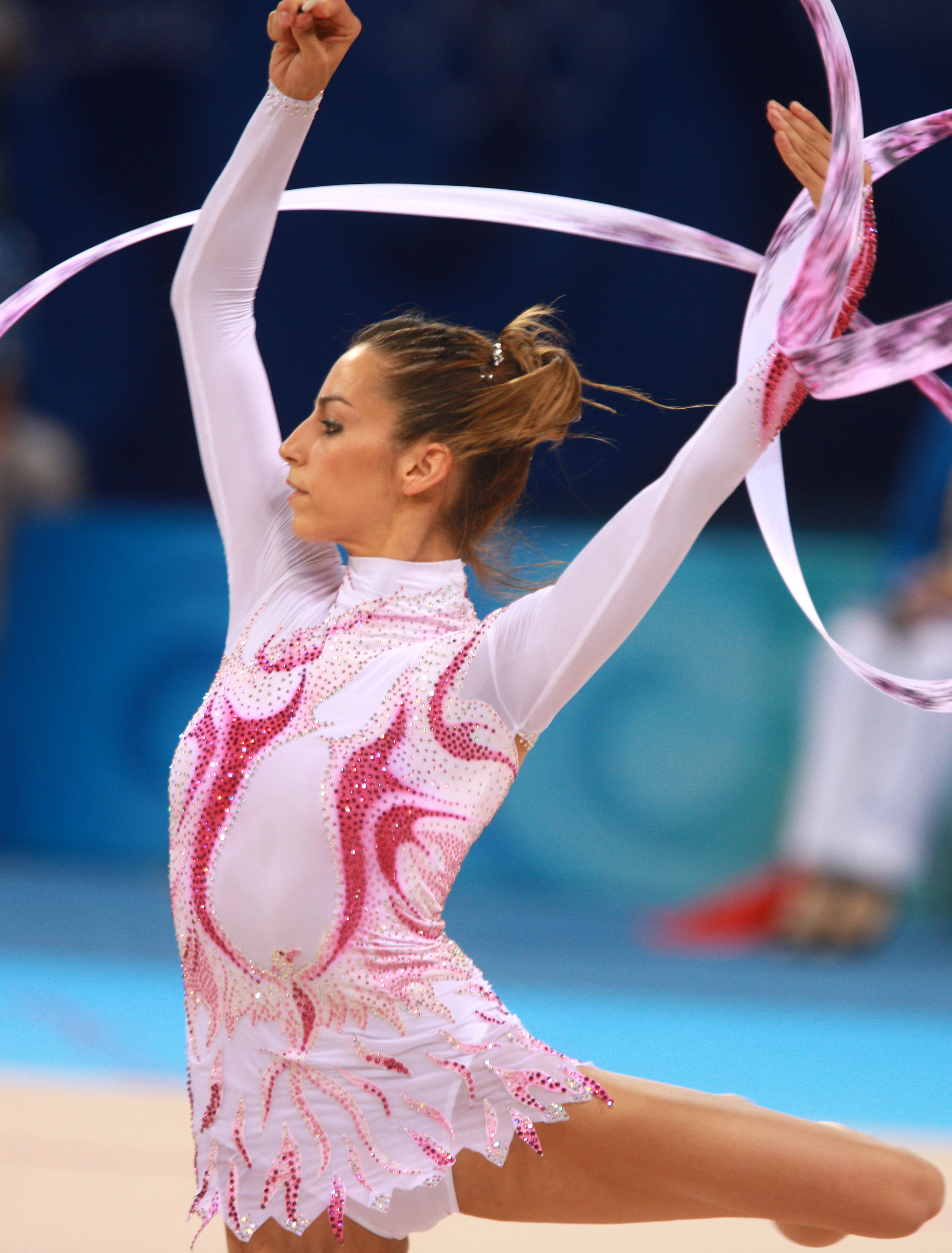
Almudena nos Jogos Olímpicos de Pequim em 2008.

Almudena Cid Tostado (Vitoria, 15 de junho de 1980) é uma ex ginasta rítmica espanhola que participou em quatro Olimpíadas (1996 - 2008), sendo a única gimnasta rítmica no mundo a disputar quatro finais olímpicas.
Conseguiu o ouro nos Jogos Mediterráneos de Almería 2005, possui várias medalhas internacionais oficiais e conseguiu 8 títulos de campeã da Espanha no concurso geral da categoria de honra. Criou um elemento próprio chamado o Cid Tostado, um rolamento de pé a pé em posição de spagat hiperestendido. Depois de 21 anos de carreira desportiva, abandonou a ginástica em 23 de agosto de 2008.
Atualmente está a iniciar-se no mundo da interpretação e comenta junto a Paloma del Río as competições de ginática rítmica em Teledeporte. Desde 2014 escreve Olympia, série de contos infantis que narra sua vida desportiva. Está casada com o apresentador de televisão Christian Gálvez.